# La Fille de Ryan
Pour plus de détails, voir Fiche technique et Distribution.
La Fille de Ryan ou La Fille d'Irlande (Ryan's Daughter) est un film britannique réalisé par David Lean et sorti en 1970. Le cinéaste est alors au sommet de sa gloire après Le Docteur Jivago (1965), plus gros succès commercial de la MGM depuis Autant en emporte le vent en 1939.
Tourné dans la péninsule de Dingle en décors naturels, ce « récit visuel et sensoriel à ton de fable » d'un événement de l'histoire de l'Irlande, les Pâques sanglantes de 1916, le mêle à une aventure adultère de l'héroïne, au parfum érotique et scandaleux, dans un petit village du bout du monde.
Ce mélange des genres, le désistement de tous les acteurs prévus pour les premiers rôles du film et un tournage « interminable et dispendieux », qui dure onze mois de plus que prévu, sont moqués ou stigmatisés par une partie de la presse américaine, globalement mitigée, mais l'explosion des dépenses à 13,3 millions de dollars est largement couvert par 31 millions de dollars de recettes mondiales, ce qui en a fait l'un films des plus rentables de 1970.
Quatre fois nommé aux Oscars 1971, il en remporte deux : meilleur acteur dans un second rôle pour John Mills et meilleure photographie. L’œuvre a fait l'objet de plusieurs rediffusions à la télévision française, en particulier durant l'été 1984, puis d'une réhabilitation dans les années 2010.

## Synopsis

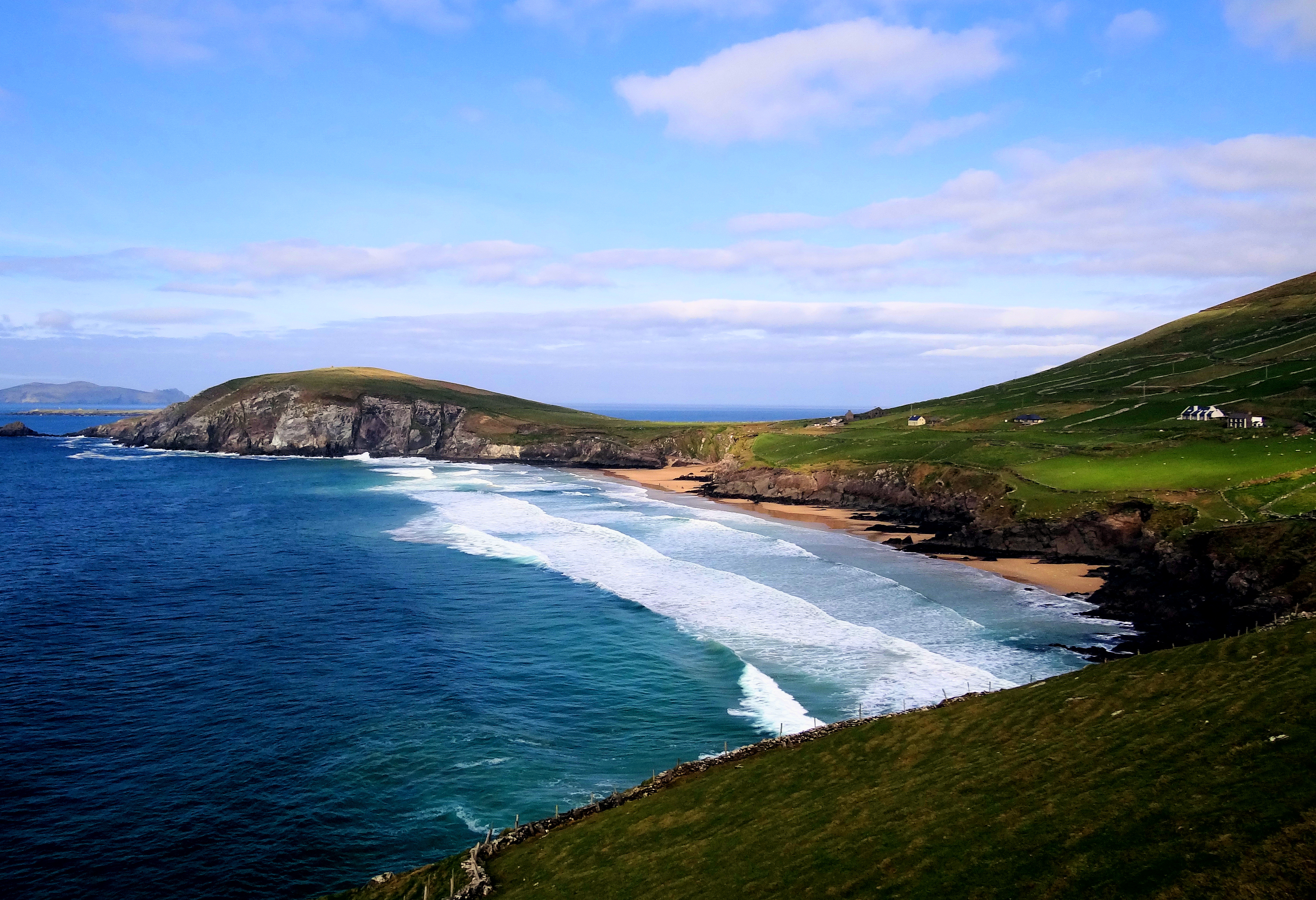
La plage entre Dunmore Head et Slea Head dans la péninsule de Dingle, où furent tournées diverses scènes du film.

Durant la Première Guerre mondiale, les habitants de Kirarry, petit village de la péninsule de Dingle, dans le comté de Kerry en Irlande, ne reconnaissent qu'une seule autorité, celle de leur curé, et battent froid la garnison anglaise qui occupe un camp tout près du village.
Rosie, la fille du patron du pub, est attirée intellectuellement et physiquement par Charles Shaughnessy, le maître d'école du village, son aîné de quinze ans, qu'elle épouse. Mais elle ressent ensuite déception et manque. Quand le jeune et beau major Randolph Doryan, blessé au front, vient prendre le commandement du camp anglais, dès sa visite au pub elle est fascinée par son mystère et l'embrasse. Cavalier comme elle, il souffre d'un étrange et profond traumatisme psychologique à la suite d'actes de bravoure sur le front français. Ils font l'amour sur un tapis de violettes, dissimulés dans une forêt puis sur la grotte d'une plage. Mais peu à peu, l'idiot du village découvre cette liaison. Le mari trompé découvre des indices puis interroge sa femme sans insister et décide d'attendre que cette liaison meure d'elle-même, ce qui va se produire.
Mais entre-temps, une nuit du printemps 1916, l'IRB préparant la guerre d'indépendance irlandaise organise clandestinement sur les plages du village la récupération de milliers de fusils Mauser et de dynamite livrés par l'armée allemande, alors en guerre contre l'Angleterre, sur la plage du village en pleine tempête. L'opération échoue car toute la population a voulu y participer, attirant l'attention des soldats anglais, qui arrêtent et pendent tous les rebelles. Les villageois, estimant que Rosie les a trahis, s'en prennent à elle malgré la protection du curé et de son mari.

## Fiche technique
- Titre français : La Fille de Ryan (initialement sorti en salles sous le titre La Fille d'Irlande)
- Titre original : Ryan's Daughter
- Réalisation : David Lean, assisté de Charles Frend
- Scénario : Robert Bolt, librement inspiré du roman Madame Bovary de Gustave Flaubert
- Photographie : Freddie Young
- Cadreurs : Ernest Day et Denys N. Coop (seconde équipe)
- Musique : Maurice Jarre
- Décors : Stephen B. Grimes, Roy Walker et Josie MacAvin
- Costumes : Jocelyn Rickards
- Montage : Norman Savage
- Producteur : Anthony Havelock-Allan et Roy Stevens
- Société de production : Faraway Productions
- Distribution : MGM-EMI (Royaume-Uni), Metro-Goldwyn-Mayer (États-Unis), Lost Films (France, ressortie 2013)
- Pays d'origine :  Royaume-Uni
- Format : couleur (Metrocolor) - Super Panavision 70 - 2.35:1
- Genre cinématographique : mélodrame, romance, film épique
- Durée : 195 minutes, 206 minutes (version longue sortie en DVD)
- Dates de sortie :
  - Royaume-Uni : 10 décembre 1970
  - France : 23 décembre 1970
  - France : 14 août 2013 (ressortie en salles)
  - France : 6 septembre 2017 (ressortie en salles - version restaurée)

## Distribution

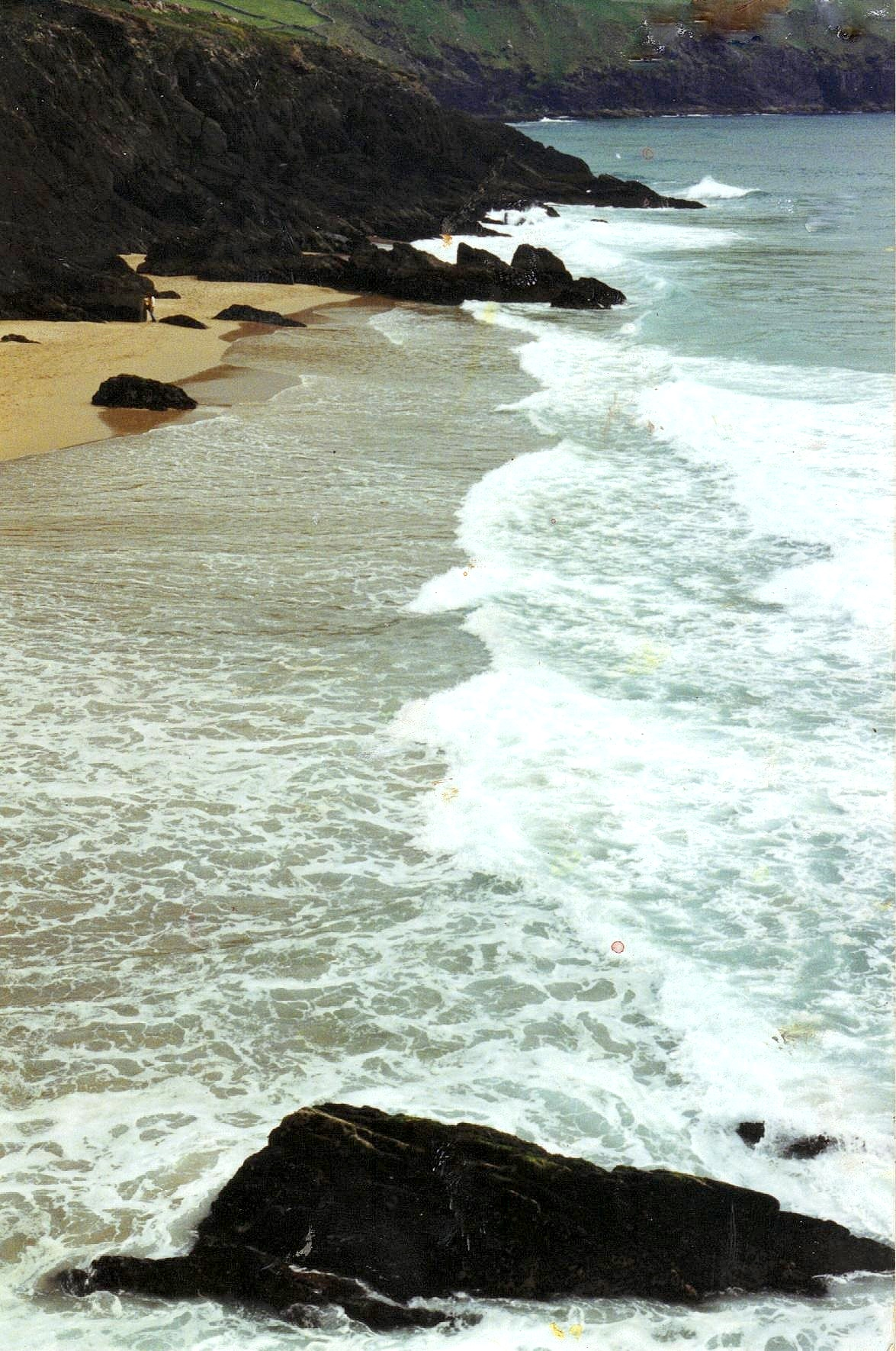
Coumeenoole Bay, lieu de tournage du film

- Robert Mitchum (VF : Jean-Claude Michel) : Charles Shaughnessy
- Sarah Miles (VF : Arlette Thomas) : Rosy Ryan
- Trevor Howard (VF : Claude Bertrand) : le Père Collins
- Christopher Jones (VF : Bernard Tiphaine) : Randolph Doryan
- John Mills : Michael
- Leo McKern (VF : Pierre Garin) : Thomas Ryan
- Barry Foster (VF : Marc Cassot) : Tim O'Leary
- Marie Kean : Mme McCardle
- Arthur O'Sullivan (VF : Robert Bazil) : M. McCardle
- Evin Crowley : Maureen Cassidy
- Douglas Sheldon : Pat, le chauffeur
- Gerald Sim : le commandant

## Production

### Genèse et inspiration historique
Après trois films à grand succès — Le Pont de la rivière Kwaï (1957), Lawrence d'Arabie (1962) et Le Docteur Jivago (1965) — David Lean obtient budget important et liberté artistique car la MGM veut répéter l'immense succès du Docteur Jivago.
Le scénariste Robert Bolt s'est d'abord inspiré du roman Madame Bovary de Gustave Flaubert, publié au siècle précédent, pour proposer un scénario qu'il pensait "un rôle parfait" pour sa femme Sarah Miles. Mais David Lean a refusé sa proposition, préférant une autre histoire. Selon Écran Large, média en ligne français spécialisé dans le cinéma, le personnage principal est plutôt une réplique de la Scarlett O'Hara d'Autant en emporte le vent,"femme-enfant gâtée et capricieuse", qui malgré les avertissements du pasteur Collins, "sermonneur libre d'esprit", est poussée par le désir physique à épouser l'instituteur du village, sans désir particulier d'ascension sociale, un personnage très différent du mari trompé de Madame Bovary.
L'année précédant le tournage, la télévision publique allemande diffuse une série titrée Sir Roger Casement (en), consacrée au célèbre diplomate britannique Roger Casement mort le 3 août 1916 à l'issue d'une action militaire anticolonialiste manquée en Irlande, qu'il avait dirigée, racontée dans le film et intervenue sur les lieux où il a été tourné, peu avant sa pendaison.
Le film s'inspire ainsi d'une histoire vraie de la rébellion irlandaise du printemps 1916, celle des 20000 fusils et du million de munitions envoyés par les Allemands aux combattants irlandais dans un navire maquillé en chalutier norvégien, l’Aud, mais qui manque son rendez-vous à Innishtooskert, dans l'archipel des îles Blasket, également appelé « l'archipel oublié » mais qui en 1916 conservait toute sa population, omniprésent dans les décors du film car le village au coeur de l'intrigue se trouve juste en face.
Suivi par un sous-marin allemand transportant le célèbre diplomate anticolonialiste Sir Roger Casement, avec deux autres hommes dirigeant l'opération, le navire devait y retrouver un pilote irlandais pour l'aider à approcher de la côte, peu praticable. Le sous-marin dépose alors les trois hommes dans un canot Zodiac, au matin du 21 avril. Puis Casement et ses deux camarades ont ramé sur une longueur de deux miles environ dans ce petit canot avant d'arriver à la plage de Banna Strand, chavirant deux fois, sauvés par leurs gilets de sauvetage, Casement devant être aidé par ses deux équipiers. Les trois hommes, à moitié noyés, épuisés et affamés, se sont dirigés vers l'intérieur des terres où ils ont été observés par une jeune fille, Mary Gorman, tandis que leur bateau a été découvert par le fermier John McCarthy.
La Royal Irish Constabulary (RIC) à Ardfert en a été informée et ses perquisitions ont abouti à l'arrestation de Roger Casement, tombé malade, au fort de McKenna, tandis que Bailey et Monteith sont entrés dans Tralee, essayant d'obtenir l'aide de bénévoles locaux, seul le second réussissant à échapper aux policiers et à retourner en Amérique. L'Aud a été ensuite repéré, son capitaine, Karl Spindler, l'a sabordé aux abords du port de Cork le 22 avril.
La "Proclamation de 1916" contient la clause : « soutenu… par de vaillants alliés en Europe », référence à l'Allemagne, ce qui vaudra à Sir Roger Casement d'être pendu pour trahison le 3 août 1916, à la prison de Pentonville, la dernière de celles exécutées après l'Insurrection de Pâques.
Un demi-siècle plus tard, le gouvernement de Dublin récupère sa dépouille pour des obsèques nationales célébrées en 1965 et fait de lui un héros planétaire de l'anticolonialisme irlandais.
Malgré l'énorme succès du Docteur Jivago, précédent film de David Lean, et un budget de tournage record pour l'époque, aucun des acteurs pressentis pour le film n'y a participé, certains se déclarant même publiquement en opposition avec le scénario. Pour l'amadouer et l'avertir, Lean envoie très tôt une lettre louangeuse à son chef opérateur Freddie Young, y signalant qu'à « certains moments, il faudra exprimer la volupté d'une pensée érotique » et loue les « tendances à embellir tout ce que nous touchons – même ce qui est laid », en prévenant que « du sordide va côtoyer un romantisme splendide ».

### Scénario
C'est l'unique scénario original de toute la carrière de David Lean, qui dans un premier temps a refusé celui proposé par Robert Bolt, une libre adaptation de Madame Bovary. Lean décide d'écrire une autre histoire mais en associant Bolt et tous deux ont d'abord pensé à la Sicile, la Sardaigne ou les iles Shetland. Ils ont « choisi l'Irlande parce qu'il nous fallait un conflit extérieur, un événement qui surgirait et affecterait les personnages », a expliqué Lean. Le titre est d'abord Michael's Day, en référence au personnage de l'idiot du village.
En visite à l'hôtel Parco dei Principi de Rome avec sa compagne Sandy, David Lean reçoit plusieurs amis présents en Italie, qui vont rejoindre petit à petit le projet. Parmi eux, John Mills, qui a déjà joué dans quatre des premiers films de Lean et son producteur des débuts, Anthony Havelock-Allan, alors mobilisé à Rome, pour le Roméo et Juliette de Franco Zeffirelli et qui propose de confier le rôle principal à Gregory Peck, d'origine irlandaise mais n'est pas écouté. Bolt et Lean décident d'écrire le scénario ensemble et cherchent une idée pour que la liaison adultère « arrive vite, afin d'éviter que les spectateurs nous précèdent, ce qui aurait été catastrophique ». C'est Lean qui imagine la scène de l'embrassade prématurée dans le pub, la scène qu'il « préfère, parce qu'elle prend les spectateurs de court ».
Une version actualisée du scénario, datant de juillet 1970, a été diffusée sur le site Cinephilia & Beyond à l'appui d'un article estimant que le réalisateur David Lean a fait preuve de versatilité au cours de l'élaboration du film. La radio télévision irlandaise a réalisé un documentaire sur le tournage, pour une édition de la série Kino présenté le 22 septembre 1969.

### Attribution des rôles
Julie Christie, qui avait joué en 1965 Lara Antipova, l'amour passionné du docteur Jivago, a refusé le rôle de Rosy Ryan, finalement confié à Sarah Miles, femme du scénariste Robert Bolt. Sarah Miles avait lors du film précédent été pressentie pour le rôle de Lara Antipova, mais Robert Bolt, qu'elle ne connaissait pas encore, s'y était opposé.
Pour incarner l'amant anglais de Rosie, Marlon Brando était prévu mais s'est décommandé au dernier moment car retenu en Colombie par le tournage de Queimada, de Gillo Pontecorvo. Peter O'Toole, qui avait tourné Lawrence d'Arabie (1962) avec David Lean, a lui refusé le rôle. Ils ont été remplacés par un acteur bien plus jeune, l'américain Christopher Jones, considéré comme le nouveau James Dean,,, qui venait d'impressionner via Le Miroir aux espions, son dernier film. David Lean ne l'avait cependant jamais encore rencontré et ignorait que sa voix était doublée, découvrant ensuite sur le tournage sa difficulté à adopter l'accent anglais. Perturbé par l'agacement du réalisateur, le jeune acteur est ensuite dévasté en apprenant le 9 août l'assassinat de son ex-petite amie, l'actrice américaine Sharon Tate, alors qu'elle s'apprêtait à accoucher de l'enfant de son mari Roman Polanski.
Les acteurs Paul Scofield, Anthony Hopkins, Gregory Peck, George C. Scott ou encore Patrick McGoohan ont été approchés pour le rôle masculin principal, celui de l'instituteur du village. Gregory Peck était très enthousiaste, sa grand-mère étant originaire du comté de Kerry (lieu de l'intrigue), mais David Lean n'a pas été convaincu, trouvant ce choix trop facile et caricatural. Le rôle est finalement donné à Robert Mitchum, qui pour la première fois incarne un perdant. Robert Mitchum est payé 870 000 dollars, près de 5% du budget total.
Le scénariste Robert Bolt aurait écrit le rôle du Père Collins, prêtre catholique du village, en pensant à Alec Guinness, fréquent collaborateur de David Lean, en particulier dans le Le Pont de la Rivière Kwaï. Fervent catholique, l'acteur dresse cependant une longue liste d'objections à propos du personnage. Dans le film, le Père Collins protège la fille de Ryan après avoir été son confident et l'avoir averti qu'elle faisait une erreur en épousant un instituteur plus âgé. David Lean confiera finalement le rôle à Trevor Howard, qu'il avait déjà dirigé dans Brève Rencontre (1945) et Les Amants passionnés (1949).
Peter O'Toole, qui avait tourné Lawrence d'Arabie (1962) avec David Lean, a refusé le rôle de Michael Ryan, patron du pub, et celui de Randolph Doryan. Ce dernier rôle a également été proposé, sans succès, à Richard Burton et Richard Harris.

### Tournage
Les anecdotes de tournage sont rappelées dans les interviews avec plus de 60 témoins recueillies dans le livre publié en 2020 par Paul Rowan, encore enfant à l'époque des faits. Michael Tanner avait en 2007 consacré un autre livre d'interview aux populations locales ayant participé au tournage, qui a aussi fait le tour des controverses suscitées par le film, évoquées dès avril 2005 dans une enquête du Sunday Independent mais aussi, en très grand nombre, par la presse de l'époque.

#### Rémunérations
La presse note que David Lean, venu en Rolls et dont le film précédent a rapporté 150 millions de dollars, est payé mille euros par semaine en plus d'un forfait d'un million de dollars et de 35% des bénéfices. Le scénariste Bolt a lui droit à 400 000 dollars et 10 % des bénéfices. Son épouse Sarah Miles, l'actrice principale, n'est payée, elle, que 125 000 dollars, sept fois moins que les 875 000 dollars de Robert Mitchum tandis que les figurants finissent par obtenir que leur paie monte de 18 à 100 dollars par semaine, ce qui est décidé au moment où leur contrat passe de 14 à 53 semaines et que les maçons chargé des décors reçoivent eux dix fois plus que l'assurance-chômage.

#### Décors naturels

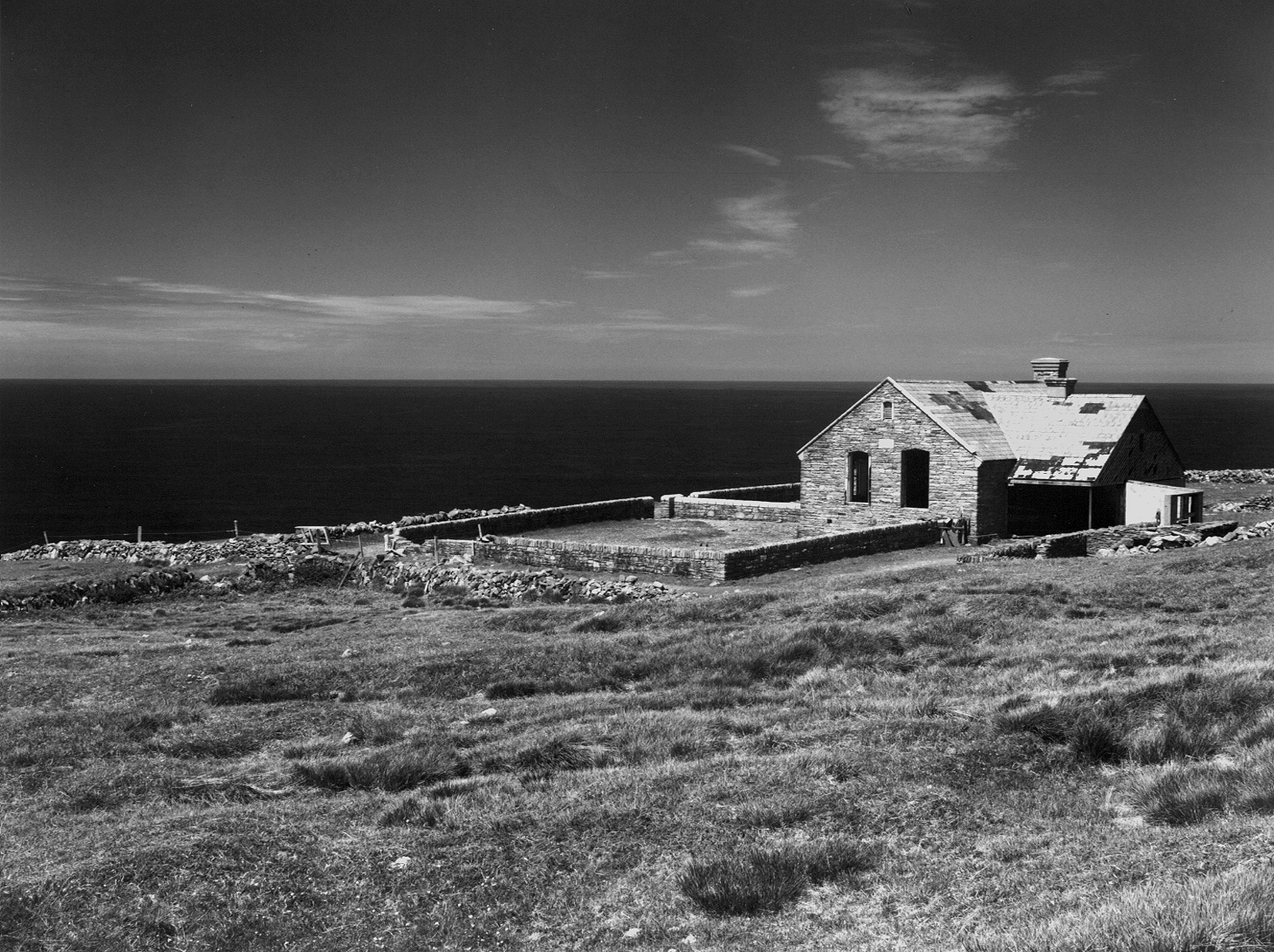
un décor du film, ici en 1986, la petite école où vit l'instituteur du village

Dans le célèbre Docteur Jivago, David Lean avait été contraint de reconstituer la Russie en Espagne, dans des studios qui sentaient le carton-pâte. Trois ans après, il prend tout son temps pour filmer en décors naturels les immenses plages, ciels, falaises et campagne irlandaises, qui confèrent au film une poésie tellurique. La plage, la mer et le vent seront même considérés comme les personnages principaux du film par la critique lors de sa réhabilitation dans les années 2010, comme une réussite artistique totale, sommet de la collaboration entre Lean et le directeur de la photographie Freddie Young.
L'intrigue se déroule entièrement dans un petit village irlandais fictif appelé "Kirary", situé en face des îles Blasket, à l'extrémité de la péninsule de Dingle, dans le comté de Kerry, à quelques kilomètres en face de la Grande Blasket, une île qui apparait à l'image sur la plupart des plans, de même qu'une autre petite île voisine, Innishtookert. Le tournage a lieu ainsi au point le plus à l'ouest du continent européen, avec plusieurs scènes tournées sur la Plage de Coomenole en face de l'archipel, dont celles de la tempête. David Lean l'a choisie pour son climat car chaque hiver, depuis la nuit des temps, se déroulait une tempête à cet endroit.
Une scène d'amour à cheval de La fille de Ryan est par ailleurs tournée dans le parc naturel de Killarney, et une autre, du début, aux falaises de Moher du comté de Clare, devenues au siècle suivant le 4ème site naturel au monde pour les selfies. La première rencontre entre l'instituteur et Rosie est filmée sur la longue plage d'Inch Strand, qui barre une partie de la baie de Dingle.
Le film est le dernier à avoir été tourné en 70 mm, format double de la pellicule classique 35 mm, désormais utilisé pour les salles IMAX mais permettant une définition de l’image inégalable. Le Docteur Jivago, d'abord tourné dans un format deux fois moindre, avait été gonflé ensuite au 70 mm.

#### Décors ajoutés
Le village ajouté aux décors naturels, avec école, église, poste et pub, entièrement construit pour le tournage, a fait travailler sur place 200 maçons irlandais, puis a été détruit. De novembre 1968 à mars 1969, dans les mauvaises conditions de l'hiver, ils bâtissent une quarantaine de maisons en chaume, en granit et en ardoise, le décor permettant de « travailler plus vite, dans un lieu que l'on contrôle totalement », à l'abri des mouvements de foule.

#### Un tournage prévu en dix semaines qui dure quatorze mois
Alors que David Lean avait prévu d'abord dix semaines de tournage puis douze, le boucler aura demandé de un à deux ans selon les sources,, les plus précises parlant du 24 février 1969 au 24 février 1970, soit un an exactement mais avec ensuite des dépassements. La difficulté à obtenir une tempête suffisante pour une des scènes est anticipée et gérée dès le début par l'équipe de tournage, cependant prise au dépourvu quand six semaines sont perdues après que Robert Mitchum a fini par échanger des coups de poing lors d'une dispute avec un Irlandais de la région qui lui enfonce son pouce dans l'oeil, le rendant inapte à être filmé pour un mois et demi. Deux autres semaines sont perdues quand le laboratoire déchire une partie de la pellicule. L'acteur met alors un point d'honneur à éviter de répondre à des provocations de badauds ou de participants au tournage.
Le retard le plus important est causé par la pluie qui abîme le tapis de fleurs naturelles sélectionné pour la scène érotique de l'adultère dans une clairière de la forêt, obligeant à le reconstruire dans un studio improvisé localement, jusqu'à ce que Christopher Jones refuse de tourner la scène.
En difficultés financières cette année-là, la MGM était en cours de reprise par le milliardaire Kirk Kerkorian, propriétaire de la moitié des hôtels de Las Vegas. Des représentants de la MGM sont expédiés en Irlande pour exiger que le film se termine rapidement. Quand la météo le permet enfin, jusqu'à trente scènes par jour sont tournées pour rattraper le temps perdu.

#### Scène érotique dans la forêt
La scène centrale du film, celle qui causé les retards les plus inquiétants et les critiques les plus acerbes, est l'adultère dans la forêt entre les deux protagonistes arrivés à cheval, la fille de Ryan, qui y découvre son premier orgasme et le jeune officier anglais commandant le camp à proximité du village. Ce sera la plus dénoncée par la critique de cinéma américaine Pauline Kael, du magazine New Yorker, qui stigmatisera « les orgasmes de pacotille et l'artisanat superficiel » du film. Cette scène à l'ambiance paradisiaque, dans un écrin de nature protectrice, est le grand moment d’érotisme d'un film qui avance puis se pose délicatement, au détour d’une scène, où la passion est saisie comme un phénomène naturel et climatique. Elle contraste avec celle de la nuit de noces où la déception de l'héroïne causé par un mari maladroit et pressé de s'endormir s'ajoute à un manque total d'intimité, sur fond de ricanements et beuveries des invités au mariage, festoyant sous les fenêtres.
Les scènes d'amour avaient toujours été filmées très pudiquement dans les films précédents de David Lean, son instinct lui commandant de privilégier la suggestion. Celle de ce film est interprétée par Sarah Miles, pas gênée de tourner nue même si la caméra ne s'autorise qu'un rapide mouvement sur sa poitrine dénudée, d'abord non prévu au scénario, et Christopher Jones qui va exprimer un refus prenant de court le réalisateur. Le tournage est commencé le long des lacs de Killarney, à une cinquantaine de kilomètres de Dingle, dans « une forêt ensoleillée et tapissée de fleurs » mais interrompu par « plusieurs semaines de temps gris et un automne approchant ».
Après trois mois et demi de tournage, le 11 juin, le film a officiellement dépassé son budget de 940000 dollars et la météo des cinq semaines suivantes se révèle catastrophique, jusqu'au 15 juillet. Pour finir de tourner, l'hiver se rapprochant, Eddie Fowlie propose de reconstituer une forêt en intérieur, dans la salle de bal louée dans un village à l'ouest de Dingle, tapissée de terreau épais pour faire pousser plantes, herbe, fleurs et mousse, en y installant papillons et oiseaux après avoir consulté des botanistes de Kew Garden à Londres.

#### Difficultés avec Christopher Jones
David Lean fait doubler la voix de Christopher Jones par celle de Julian Holloway, le fils de Stanley Holloway, estimant que son accent ne correspond pas à celui de l'officier anglais qu'il interprète. Jones avait dès le début du tournage été en butte aux exigences peu formulées de David Lean sur son accent, jugé jamais assez anglais, et quand il avait su que le réalisateur s’impatientait puis s'inquiétait, il était devenu nerveux, ne parlant plus à personne tandis que Lean voulait le virer.
Dans plusieurs interviews dans la presse, au Chicago Tribune en 2007, puis au Daily Mail en septembre 2010, Christopher Jones révèle qu'il était en mars 1969, juste avant de tourner en Irlande, tombé amoureux de Sharon Tate,, dont l'assassinat cinq mois après l'a dégoûté de poursuivre sa carrière d'acteur au point d'avoir longtemps dissimulé son passé dans le cinéma à son épouse et mère de ses sept enfants. Dès 1999, il confessait ce malaise, en réclamant pour épitaphe « Il vaut mieux ne pas dire certaines choses », dans une interview au quotidien de Toronto, le Globe and Mail, qui rappelait son amitié avec Sharon Tate, en citant son ancienne agente, Sherry Dodd.
Christopher Jones n'avait jusqu'alors pas osé parler pleinement de cette liaison amoureuse brutalement interrompue. « Je n’avais pas l’intention de les séparer. Je ne me sens pas coupable », se justifiera-t-il. Il refusera par la suite toutes les propositions de tournage, y compris celles de Ron Howard, ou de son admirateur Quentin Tarantino pour Pulp Fiction en 1994, à l'exception de la comédie Mad Dog Time tournée en 1996 avec son très vieil ami Larry Bishop, simplement parce que c'était son devoir.
Marié depuis 1965 à la fille de Lee Strasberg, Christopher Jones avait rencontré au printemps 1968, juste après avoir divorcé, et lors d'un dîner organisé par leur agent commun Rudolph Altobelli, l'actrice Olivia Hussey, 17 ans à peine, qui venait de triompher à l'affiche de Roméo et Juliette. Il la bat dès leur liaison puis se lie à l'actrice Pia Degermark. Venu avec cette dernière à Rome en mars 1969 pour tourner Una breve stagione, film dramatique italien, il y est invité à un autre dîner organisé par Rudolph Altobelli, qui est aussi l'agent de Sharon Tate, enceinte de seulement six semaines de Roman Polanski. Depuis la mi-février 1969, Altobelli leur loue sa propriété californienne, 10050 Cielo Drive où en août elle sera assassinée.
Venue directement en Italie avec Altobelli, pour y tourner dans 12 + 1, elle ne parvient plus à avoir son mari au téléphone. Assis l’un à côté de l’autre lors du dîner, Sharon Tate et Christopher Jones ont ensuite une longue conversation dans la chambre de l'actrice. Même si elle aurait souhait plus de romantisme de sa part, ils se revoient, visitent la Fontaine de Trévi, ils conviennent de se retrouver en Californie sans avoir à craindre Roman Polanski. Revenue à Los Angeles, elle appelle l'agent de Jones qui n'informe pas celui-ci, parti tourner en Irlande, d'un éventuel souhait de le voir. Sharon Tate rejoint alors Polanski à Londres à Pâques, où il lui offre une voiture de luxe puis rentre à Los Angeles à bord du navire Queen Elizabeth, via Southampton, y retrouvant son ex-fiancé Jay Sebring, dont elle est restée proche et qui a tenté de la sauver, comme le rappellera le film Once Upon a Time… in Hollywood de Quentin Tarantino, sorti en 2019.
Christopher Jones renoue de son côté avec Olivia Hussey, acceptant qu'elle le rejoigne sur le tournage en Irlande, où il a appris l'assassinat de Sharon Tate le 9 août par l'appel téléphonique reçu par un autre de ses managers. Le choc déclenche immédiatement une crise de nerfs, et il est emmené dans un hôpital psychiatrique, puis incapable de tourner. Les habitants de la région décriront plus tard le bord de la falaise où il a failli mourir incarcéré dans l'épave de sa Ferrari,, encastrée entre deux murets de pierre. Il a ensuite demandé à Lean "s’il pouvait faire venir sa Maserati sur place" et accuse des membres de l'équipe de tournage de le voler.
Dans l'entourage de Christopher Jones, Walter Sheehy confiera que l’un des managers du tournage, Stuart Cohen, lui a avoué avoir préparé un sédatif à mettre dans les céréales chaque matin. Dans son livre de 2006, Gene D. Phillips indique que c'est Robert Mitchum qui s'est procuré un produit aphrodisiaque narcotique censé lui donner envie de la scène à tourner. Plusieurs participants reconnaitront que le dosage a été mal effectué notamment Mitchum. Dans son livre «La fille sur le balcon», Olivia Hussey a parlé de Valium qu'elle devait écraser et mélanger dans ses céréales du matin. Christopher Jones, sentant qu'il risque d'être empoisonné, devient violent, lui lançant le bol de céréales en criant « Je veux que tu manges ça ! ».
Elle apprend le meurtre de Sharon Tate par Rudolph Altobelli, devenu un témoin-clé de l'enquête sur l'assassinat car il avait eu une conversation inamicale avec l'assassin Charles Manson qu'il connaissait et avait reconnu devant la propriété le 23 mars 1969.
Cinq semaines après le meurtre, et après la partie du tournage en Afrique du Sud, Olivia Hussey revient en Californie habiter l'annexe de la propriété de Rudolph Altobelli, que ce dernier habitait mais avait rendue disponible du fait de ses voyages en Europe, située à cinquante mètres de l'ex-logement de Sharon Tate,. Jones y revient à son tour, choqué de voir ce dernier la faire visiter à des curieux malgré des traces de sang. Olivia Hussey avait souhaité s'y installer, juste avant l'accouchement, en prévision d'aider dans sa maternité Sharon Tate, avec qui elle avait développé un lien fort d'amitié.
En 2018, elle affirmera dans son livre que Jones est ensuite entré de force dans cette annexe et l'a violée, puis qu'elle a découvert peu après être enceinte de lui et décidé d'avorter. De son côté, le dimanche 2 novembre, Christopher Jones refuse obstinément de tourner la scène érotique dans la forêt malgré les injonctions de Sarah Miles et David Lean, qui passent aux menaces de contrat et de procès. Il invoque le refus de travailler le dimanche mais expliquera dans un entretien à Los Angeles en 2002 qu'il souhaitait surtout se venger des énervements de Lean.
Cinq ans après le film, Christopher Jones revoit Sarah Miles, à qui il n'avait rien dit et lui réclame ses clés de voiture puis lui confie la cause de son malaise, en précisant que Sharon Tate se préparait à divorcer au moment de leur rencontre.

#### Scène de tempête
L'idée de la tempête, mettant en scène les habitants du village et des membres de l’IRA s’entraidant pour récupérer une cargaison d’armes livrée par les Allemands, vient du scénariste Robert Bolt, mais très vite David Lean se montre soucieux de retrouver le genre de tempête que Robert Flaherty avait filmée dans L'Homme d'Aran en 1934, sur un archipel du comté voisin de Dingle. En janvier 1969, l'opérateur Bob Huke vient avec lui, avant l'équipe de tournage, pour filmer une tempête, mais aucune ne lui suffit et ils anticipent très tôt la gestion complète de cet impondérable. Quand arrive Freddie Young en mars, il fait bâtir des citernes d'eau avec des tuyaux à incendie et des ventilateurs surpuissants. En trois à quatre mois seront cumulés assez de plans de mer déchaînée à grand renfort de ventilateurs et de lances à eau, confirmera l'actrice du rôle principal, Sarah Miles. Le recours aux lances à eau avait déjà sauvé le tournage en 1964 en Normandie du chef-d'oeuvre de Jacques Demy Les Parapluies de Cherbourg.
La scène sera reconstituée à partir de cinq tempêtes distinctes, la dernière ayant eu lieu en mars 1970 après le départ de la plupart de l'équipe fin février. Quelques plans furent prévus en Afrique du Sud, mais d'abord, sur les conseils de botanistes, pour la scène d'érotisme dans le tapis de violettes d'une clairière, permettant par la même occasion d'utiliser aussi le site de Noordhoek, à 35 km du Cap, longue et large plage de sable blanc qui s'étend vers le sud, pour la scène finale de l'explosion de la dynamite, qui a lieu sur l'épave du Karapo, datant de 1900. Anthony Havelock Allan se fit conseiller par des amis sud-africains ces plages situées près du Cap et Lean accepta de déléguer ce travail à son producteur associé Roy Stevens. En Irlande, une bonne partie des scènes de tempête est tournée sur le site approprié de Bridges of Ross, près de Kilkee, dans le comté de Clare, et en fin de tournage en février-mars 1970.

#### Relations avec la population locale
De multiples anecdotes fuitent dans la presse rapidement, notamment sur l'hubris et l'extravagance qui ont progressivement gagné le tournage, abîmant la réputation du réalisateur David Lean, alors considéré comme le « plus minutieux du monde », après avoir remporté 19 Oscars lors des trois films précédents. A Dingle, il a privatisé le Skellig, le seul hôtel, récemment construit, où dans la salle à manger il regardait tout le monde, adorait les ragots, mais Robert Mitchum voulait provoquer, faire des brownies au hasch, inviter tout le monde, générant beaucoup de problèmes. Après avoir parcouru les petites routes en Porsche, l'acteur privatise une pension de famille d'une dizaine de chambres, à seulement un kilomètre, qui devient l'autre hôtel de Dingle, le Milltown House, où il cultive plusieurs plants de marijuana dans le jardin, permettant à de nombreux invités, techniciens comme habitants de la région d'en consommer pour la première fois, sous forme de gâteaux et de burgers, et y commande des quantités énormes d'alcool à Seagram, société sœur de la MGM. Comparé au Cirque Barnum, un convoi de vingt à trente véhicules réunit les caravanes des acteurs, les camions d'accessoires, les véhicules techniques et les générateurs d'électricité, n'arrivant « jamais nulle part avant 9h30 même en démarrant à 8h », car les sites sont à 20 ou 30 kilomètres de Dingle, par de petites routes irlandaises en virages.
Selon l'enquête d'Helen McCormack le 25 avril 2005 dans le Sunday Independent, des tensions sont apparues entre John Mills, apprécié des riverains pour son personnage et sa simplicité, et la plupart des autres acteurs. Selon Niall O'Brien, un riverain qui a interprété un combattant de l'IRA dans le film, la Rolls-Royce de Lean et la Lamborghini de Robert Bolt ont surpris les habitants, qui ont parfois sextuplé leur revenu du jour au lendemain, tandis que Robert Mitchum distribuait les pastilles de nitrazépam (Mogadon), produit surtout utilisé comme hypnotique. L'équipe de tournage a beaucoup fréquenté les pubs où les noms des riverains étaient gravés sur les tabourets, marquant « le début de graves problèmes d’alcool pour beaucoup de nos jeunes talents. Certains n’ont pas vécu de nombreuses années par la suite. ».
Sarah Miles, précédée par une réputation d'« Alice débauchée au pays des Merveilles », nourrie par d'ancien commentaires de son mari lorsqu'il avait déconseillé de lui donner le rôle majeur dans "Le Docteur Jivago", a été successivement accusée de jouer à flirter avec les habitants, selon la secrétaire à la production Maureen Whitty et de vouloir voler des moutons, pour avoir essayé d'en mettre un, paralysé par la peur, dans le coffre de sa Lamborghini et l’apporter au vétérinaire. Elle avait laissé libre de courir dans les champs Addo, la plus grande de ses chiennes, jusqu’à ce qu’un éleveur excédé menace de lui tirer dessus. Son mari Robert Bolt, le scénariste, travaillait sur un autre projet à Fermoyle House, le manoir d'une dizaine de chambres loué à Cloghane, sur la Brandon Bay à une quarantaine de kilomètres de Dingle. Dès le début du tournage, il y avait organisé une fête pour souhaiter la bienvenue à l'équipe, au cours de laquelle s'était invitée toute la population locale. Pour les scènes tournées à 80 km de Dingle, l'hôtel "Malton" de Killarney, le plus vieux d’Irlande, a aussi accueilli l’équipe, une salle de montage y étant été installée.
Selon Tom Ashe, responsable de son bar privé dans l'hôtel de Dingle, Robert Mitchum buvait très rarement dans les pubs, préférant inviter à l'hôtel les locaux de la Gardaí (police), le prêtre ou le docteur. Après y avoir multiplié les partys alcolisées, invitant à Dingle des jeunes femmes de Californie par avion en leur réservant les chambres et en plaisantant sur leurs numéros, il a tenté d'y organiser des soirées musicales pour les femmes de Dingle, plus consensuelles, se faisant apprécier des locaux pour son humour. Sa femme Dorothy allait et venait, parfois accompagnée de leur fille aînée Petrine et des représentants de la MGM ont aussi inspecté ce qui se passait.

#### Relations au sein de l'équipe de tournage
Le tournage se prolonge, loin de l'aéroport, à la recherche de beaux paysages, éprouvant la patience des acteurs, d'autant que le temps change parfois plusieurs fois au cours de la même heure, et que des pluies diluviennes peuvent paralyser l'équipe de tournage dans ses caravanes, à 20 ou 30 kilomètres de la première bourgade. David Lean est rapidement très en colère en découvrant les rumeurs sur une liaison entre Sarah Miles et Robert Mitchum, nourrie par le fait que la jeune femme s'affiche beaucoup plus proche de lui que de Christopher Jones qui dans le film est censé susciter une attirance violente à son personnage. Deux ans après le tournage, elle est mêlée à un fait divers, la mort avec des empreintes d’éperons sur le dos, sur le tournage du Fantôme de Cat Dancing, de David Whiting, ex-journaliste au Time Magazine devenu attaché de presse et dont elle a été suspectée du meurtre. Séparée de son mari anglais puis divorcée, elle déménagera à Los Angeles, où elle reconnaîtra une liaison avec Mitchum, mais a démenti toute liaison durant le tournage,.
Elle aurait passé du temps dans la caravane de Mitchum ou dans l'hôtel qu'il a privatisé. Michael Tanner, auteur du livre Troubled Epic, sur la réalisation du film, rapporte qu'ils y ont été vus dans une « étreinte amoureuse » contre un mur. De plus en plus perturbé par ce qui se passait et par les rumeurs, David Lean tente anticiper et aurait « favorisé de nombreuses jalousies et rivalités ».
Au cours de la sixième semaine de tournage, vers la fin avril, il fait savoir à Sarah Miles qu'il souhaite que Robert Mitchum « intériorise plus son rôle » mais sans lui dire, la forçant à un rôle d'intermédiaire. À partir de là, Mitchum n’a plus eu aucun respect pour Lean et ne lui a plus adressé la parole. Il déclare que tourner avec David Lean revient à construire le Taj Mahal avec des cure-dents, ou qu'il est prêt à faire attendre 400 personnes des heures dans l'espoir qu'une mouette ou deux entre dans le cadrage de sa caméra. Perfectionniste, le réalisateur n'hésitait pas à faire attendre tout le monde, afin d’obtenir des cieux « la formation nuageuse parfaite ». Jocelyn Rickards, la costumière, se demande elle « à quoi bon se remuer les tripes pour plaire à un homme déterminé à être mécontent ».
Au cours de la direction de la scène d'amour où Mitchum atteint l'orgasme trop rapidement, en chemise de nuit comme sa nouvelle épouse, David Lean ne parvient pas à prononcer le mot orgasme et l'acteur, qui a pris l'habitude de se moquer de sa gêne maladive, hurle sur le plateau : « Attention chérie, tu vas froisser ma chemise de nuit ! » déclenchant un éclat de rire général. Mitchum aimait aussi faire exploser des poupées en plastique grandeur nature et les faire voler de sa caravane pour ennuyer Lean.

#### Les blessures
Au cours du tournage de la scène de tempête, un technicien a perdu un bras, un autre une jambe, sur des rochers escarpés de la plage de Coomenole, réputée pour ses fréquentes tempêtes naturelles. Juste avant cette scène, Leo McKern prévient que s'il lève le bras il faut d'urgence lui envoyer les secours, mais ceux-ci ont été retenus malgré le bras levé depuis de longues minutes, David Lean étant accusé de privilégier la qualité de la scène à la sécurité. Les sauveteurs l'ont repêché de justesse, mais il avait déjà perdu son œil de verre, le dernier en sa possession, alors que la personne capable d'en fabriquer un autre venait de décéder. Trevor Howard s'est de son côté cassé la clavicule en tombant d'un âne utilisé pour longer la mer lors d'une promenade avec Sarah Miles. Ces blessures se sont ajoutées à celle qui a privé Robert Mitchum de son oeil pendant un mois et demi.

## Sortie et accueil

### Critique à la sortie en 1970
Le nom de David Lean est à la sortie du film au sommet, car associé aux drames historiques les plus épiques et aux personnages les plus grandioses, si bien que le budget pharaonique pour l'époque et les rumeurs les plus folles provoquent l'attente d'un Docteur Jivago 2, trois ans après le premier. Mais les choix du réalisateur vont scandaliser une partie de ses admirateurs. La cause irlandaise, alors en plein essor mais fort peu consensuelle, tout comme le féminisme, sont au cœur du film, qui leur est consacré, et campée en Irlande sur fond de soulèvement indépendantiste. Mais ce récit est traité sous la forme d'un drame sentimental inséré dans l'histoire et dans une poésie inattendue car proche de celle du cinéma muet, avec au total très peu de paroles, ce qui vaut au réalisateur d’être descendu en flammes.
Les séquences de l'adultère consommé et accompli en pleine forêt, sans réaction définitive du mari trompé, choquèrent la prude Angleterre et le film a été jugé froid et obscène, d'autant que cette scène d'adultère forestier d'une sensualité frappante est tournée comme une communion physique avec la forêt. Une bonne partie de la presse américaine est aussi sévère, pour la même raison, voire cinglante, à commencer par l'influente Pauline Kael, pour qui le « le vide apparaît à chaque image » et notamment lors d'un « orgasme de pacotille ». La célèbre critique du New Yorker déplore que le public américain se soit laissé « prendre au bon goût corrompu de l'élégant mélodrame anglais », car la « publicité a transformé le film en événement artistique ».
Cependant, loin d'être commercial ou complaisant, le film est souvent âpre, en particulier lors de la séquence du mariage et de la nuit de noces et quand le major revit ses traumatismes de guerre. La plupart des autres critiques rappellent avec ironie le coût et les anecdotes sur les déboires du tournage, comme le Chicago Tribune, où Gene Siskel stigmatise « une déception épique » causée par « un casting médiocre, une direction brutale qui devient comique pendant la grande scène d'amour et des personnages à la tête vide ». Roger Ebert du Chicago Sun-Times, tempère, jugeant les rôles du film « bien écrits et bien joués » mais « éclipsés par son ampleur excessive ». Vincent Canby de The New York Times rappelle le coût d'un village irlandais flambant neuf pour se moquer du scénario comme « le genre de fiction de club de lecture qui devrait être lue sous un sèche-cheveux ».
Plus mesuré, Arthur D. Murphy, de Variety, salue l'« énigme brillante », car David Lean a « atteint à un degré marqué le but audacieux et évident de la tragédie romantique intime le long du paysage géographique et politique accidenté de l'Irlande de 1916 », malgré une « longueur excessive de peut-être 30 minutes »et « certaines faiblesses du scénario original », le recours à l'énigme permettant de « dissiper l'impact des performances et submerger la photographie et la production exceptionnelles ». Ce scénario s'est fait peu d'amis ou fans à l'époque car il refuse catégoriquement "de prendre véritablement parti" pour le camp irlandais ou le camp anglais au point que d'un instant à l'autre du film, le spectateur se sent prêt à prendre fait et cause pour Tim O'Leary et ses rebelles ou à conspuer ces mêmes Irlandais lâches et grossiers. Dans la presse française, une partie de la critique est au contraire immédiatement élogieuse. Dans le quotidien Combat du 23 décembre 1970, Henry Chapier salue « un film résolument anti-conformiste qui brouille les cartes avec subtilité » et une ironie acerbe, « toujours là pour tordre son cou à l'élégie, au lyrisme, à la romance ».
La virulence des critiques négatives, combinée aux grandes difficultés affrontées par David Lean au moment du tournage du film, font qu'il se retire, sans le dire, du cinéma à l'âge de 61 ans, même si 14 ans après il accepte de réaliser un nouveau long métrage, le dernier de sa carrière, consacré au personnage de Gandhi: La Route des Indes (1984).

### Fans et réhabilitation
Dès 1984, la rediffusion à la télévision française est remarquée: « ce qui est superbe dans ce géant film fleuve, où la beauté du paysage crève tapageusement l'écran c'est paradoxalement la puissance du non-dit. Rosy aime l'Anglais sans savoir pourquoi, ils n'ont rien à se dire. Son mari malgré ses infidélités est irrésistiblement lié à elle. Mystère des sentiments, opacité des grands amours », souligne Fabienne Pascaud dans Télérama du 4 juillet.
Le film inspire aussi Laurent Boutonnat, qui a signé la plupart des chansons et des clips de Mylène Farmer en reprenant l'esthétique de David Lean dans ses clips. La chanteuse affirme qu'elle revoit très régulièrement le seul film où elle aurait aimé jouer et qui a directement inspiré en 1999 sa chanson L'amour naissant, sur l'album Innamoramento. Entre-temps, Laurent Boutonnat a réalisé en 1994, Giorgino, l'histoire d'un mystère en 1918 dans une autre région perdue aux habitants hostiles, dont le personnage éponyme rappelle beaucoup celui du major Randolph Doryan, confié par David Lean à Christopher Jones.
En 2006, pour la première année du Festival de Dingle, Sarah Miles est invitée à présenter le film et découvre qu'il « est devenu mythique là-bas ». Elle a revu « La Fille de Ryan » en 2008 à l’occasion du centenaire de la naissance de David Lean. Une première copie, toute rouge, est dénichée en 2011 pour une rétrospective David Lean lors du Festival du film de La Rochelle puis la société de distribution Lost Films, de Marc Olry, prend une bonne année à restaurer une bien meilleure copie numérique.
Une forme de réhabilitation du film se poursuit ensuite près d'un demi-siècle après son tournage, couplée à de nouvelles révélations sur les conditions très difficiles dans lesquelles son tournage a eu lieu. Les critiques y voient un chef-d'oeuvre, lorsqu'il revient en salles en août 2013,,. Chronicart estime ainsi que sa grande réussite tient à son amplitude épique, celle d'un petit théâtre à ciel ouvert recomposant la plage, la forêt, la grotte des amants, les falaises et les vagues, un prêtre errant, théâtre qui devient l’écrin où vient se déposer naturellement, non plus la grande destinée d’un Lawrence d’Arabie, mais le destin sentimental et sexuel d’une femme". Les représentations sociales et politiques véhiculées par le film ont cependant été critiquées comme son grand échec, avec des Irlandaises jalouses, vulgaires, méchantes et promptes à l’humiliation, en particulier par un lien exagéré avec l’épuration des Françaises à la fin de la Seconde guerre mondiale, et des analphabètes cruels et sales qui raillent l’idiot du village boiteux et muet, ou le personnage de Tim O’Leary, l’indépendantiste, présenté sans charisme, violent et déshumanisé.

### Box-office
Selon le site The-Numbers, La Fille de Ryan récolte près de 31 millions de dollars au box-office américain, plus de deux fois son budget malgré le très important dépassement de celui-ci. En France, le film enregistre 719 088 entrées à sa sortie puis ressort en salles en 2013 et sort en DVD.

## Distinctions principales
La Fille de Ryan est couronné par deux Oscars en 1971 : meilleure photographie pour Freddie Young et meilleur second rôle pour John Mills. Le film était par ailleurs nommé dans deux autres catégories : meilleure actrice pour Sarah Miles et meilleur son.
John Mills remporte par ailleurs le Golden Globe du meilleur acteur dans un second rôle en 1971. Le film compte par ailleurs deux autres nominations : meilleure actrice dans un film dramatique pour Sarah Miles et Golden Globe du meilleur acteur dans un second rôle pour Trevor Howard. La Fille de Ryan reçoit également 10 nominations aux British Academy Film Awards 1971 mais ne remporte aucun prix. Le film remporte cependant le David di Donatello de la meilleure production étrangère.

## Commentaires
C'est le seul film de sa carrière où Robert Mitchum, figure habituelle de bad boy, interprète un personnage mis en faiblesse. Et c'est l'avant- dernier du réalisateur David Lean, qui n'en tournera plus qu'un autre 14 ans après. C'est aussi le dernier film marquant de Sarah Miles, personnage principal, et le dernier pour son partenaire sentimental dans le film, Christopher Jones, qui n'en tournera plus qu'un autre, un quart de siècle plus tard.

## Idée de suite
L'actrice Sarah Miles, qui, à 70 ans, a ouvert dans son manoir de l’Essex un centre de bien-être, a imaginé une suite au scénario écrit par son mari, Robert Bolt, dont le script est prêt: l'instituteur Charles meurt et Rosy revient au village où les habitants la rejettent.